# Universitätsklinik für Onkologie und Dermato-Venerologie

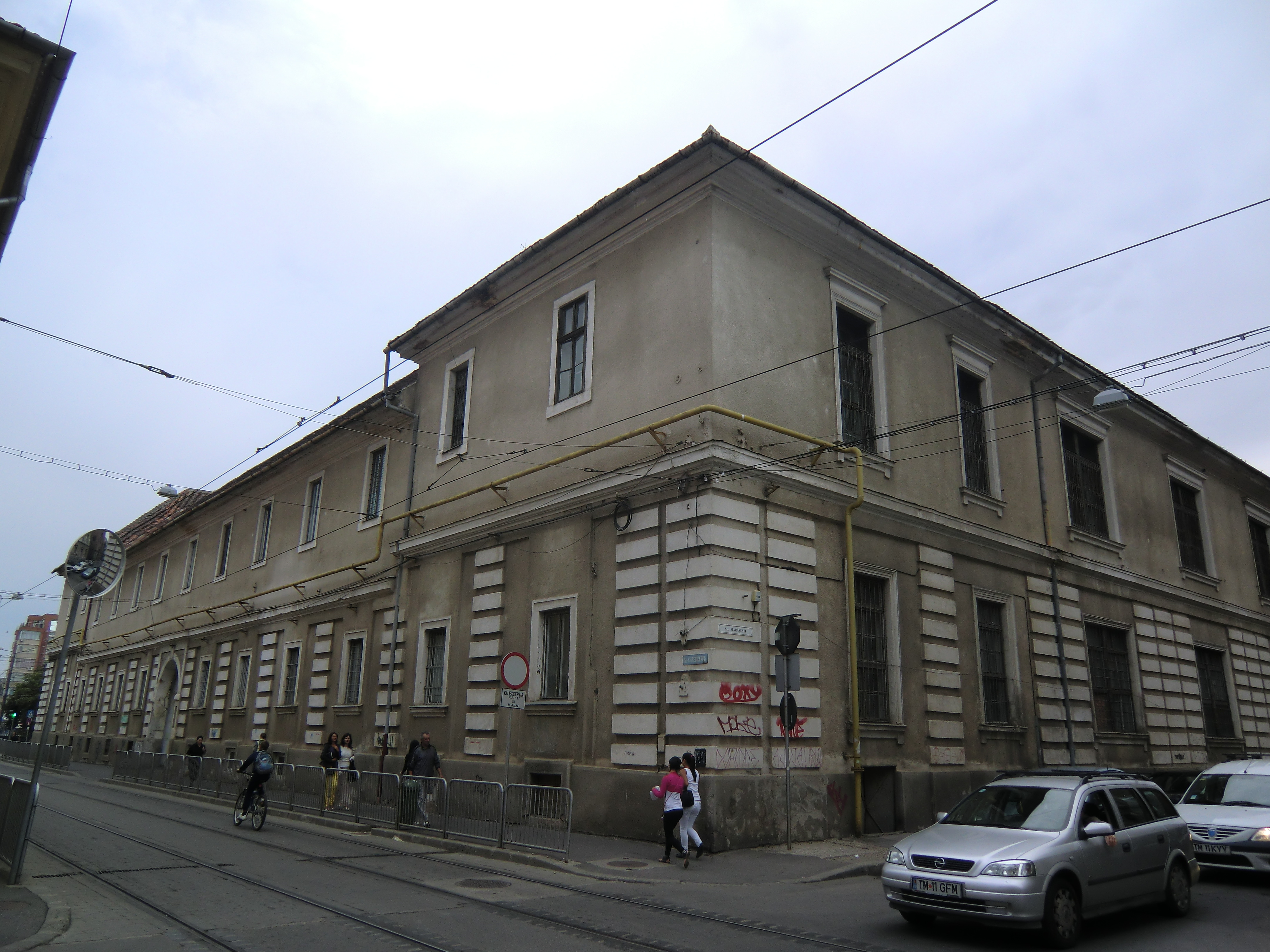
Universitätsklinik für Onkologie und Dermato-Venerologie

Die Universitätsklinik für Onkologie und Dermato-Venerologie (rumänisch Clinica Universitară de Oncologie și Dermato-Venerice; volkstümlich Bürgerspital, rumänisch: Spitalul orășenesc) ist ein Krankenhaus für Onkologie, Dermato-Venerologie (Dermatologie und Venerologie) an der Strada Mărășești Nummer 5 im I. Bezirk Cetate, in Timișoara und das erste städtische Krankenhaus in Rumänien.

## Geschichte

### Bürgerspital
Der Bürgermeister Peter Solderer setzte sich bereits während seiner Amtszeit (1721–1741) für die Errichtung eines städtischen Bürgerspitals in Temeswar ein. Zu diesem Zweck hinterließ er der Stadt testamentarisch 50 Gulden. Am 7. September 1744 reichte der Magistrat der Landesadministration ein Gesuch zur Genehmigung des Bauplatzes gegenüber dem Krankenhaus der Barmherzigen Brüder ein. Am 24. Februar 1745 überwies die Landesadministration 250 Gulden für den Bau des neuen Bürgerspitals. Aus finanziellen Gründen  wurde der Bau erst nach zwölf Jahren (1757) fertiggestellt. Nach der Fertigstellung wurde jedoch lediglich ein Viertel des Gebäudes zu Krankenhauszwecken genutzt. Im restlichen Teil des Gebäudes waren das Postamt, das städtische Eichamt, ein Asyl und eine Gaststätte untergebracht. Zwar brachten diese Institutionen dem Krankenhaus jährliche Mieteinnahmen von 1.227 Gulden, doch deckten diese den finanziellen Bedarf des Krankenhauses bei Weitem nicht. Das Defizit wurde durch Spenden und Wohltätigkeitsveranstaltungen aufgestockt.
Erst nach der Ungarischen Revolution von 1848/49, als das Bürgerspital fast völlig abbrannte, stellte die Stadt 17.672 Gulden zum Wiederaufbau des Gebäudes zur Verfügung. Nach dem Wiederaufbau wurden sämtliche Fremdeinrichtungen ausgegliedert, die Zahl der Krankenzimmer von vier auf sechs erhöht, ein Verbandzimmer, ein Zimmer für Infektionskrankheiten und ein Kreißsaal eingerichtet.  Desgleichen wurden die neuesten Erkenntnisse der Chirurgie eingeführt, wie z. B. die antiseptische Methode des englischen Arztes J. Lister, die Magenresektion nach Billroth sowie die Dampfsterilisierung.

### Klinik für Dermatologie und Onkologie
Nach der Gründung der Medizinischen und Pharmazeutischen Universität Victor Babeș entstand 1949 die dermatologische Klinik mit einer Abteilung für Krebspatienten im Bürgerspital.
Das Gebäude befindet sich im alten Stadtkern und war das erste städtische Krankenhaus in ganz Rumänien. Heute befindet sich in dem denkmalgeschützten Gebäude mit der Kennziffer TM-II-m-A-06149 auf der Strada Mărășești Nummer 5 die Universitätsklinik für Onkologie und Dermato-Venerologie. Das Gebäude, das die Abteilungen Onkologie, Dermatologie und Venerologie beherbergt, ist baulich stark beschädigt und dringend renovierungsbedürftig. Eine Ausschreibung ist zurzeit am Laufen.

### Munizipalklinikum für Notfallmedizin
2011 wurde die Universitätsklinik für Onkologie und Dermato-Venerologie dem Munizipalklinikum für Notfallmedizin Timișoara (rumänisch: Spitalul Clinic Municipal de Urgenţă Timișoara) angegliedert. Seitdem funktioniert das Krankenhaus als Abteilung des neu gegründeten Munizipalklinikums.